# Pozo Almonte
Pour les articles homonymes, voir Almonte.
Pozo Almonte est une ville et une commune du Chili située dans la province du Tamarugal qui fait partie de la région de Tarapacá.

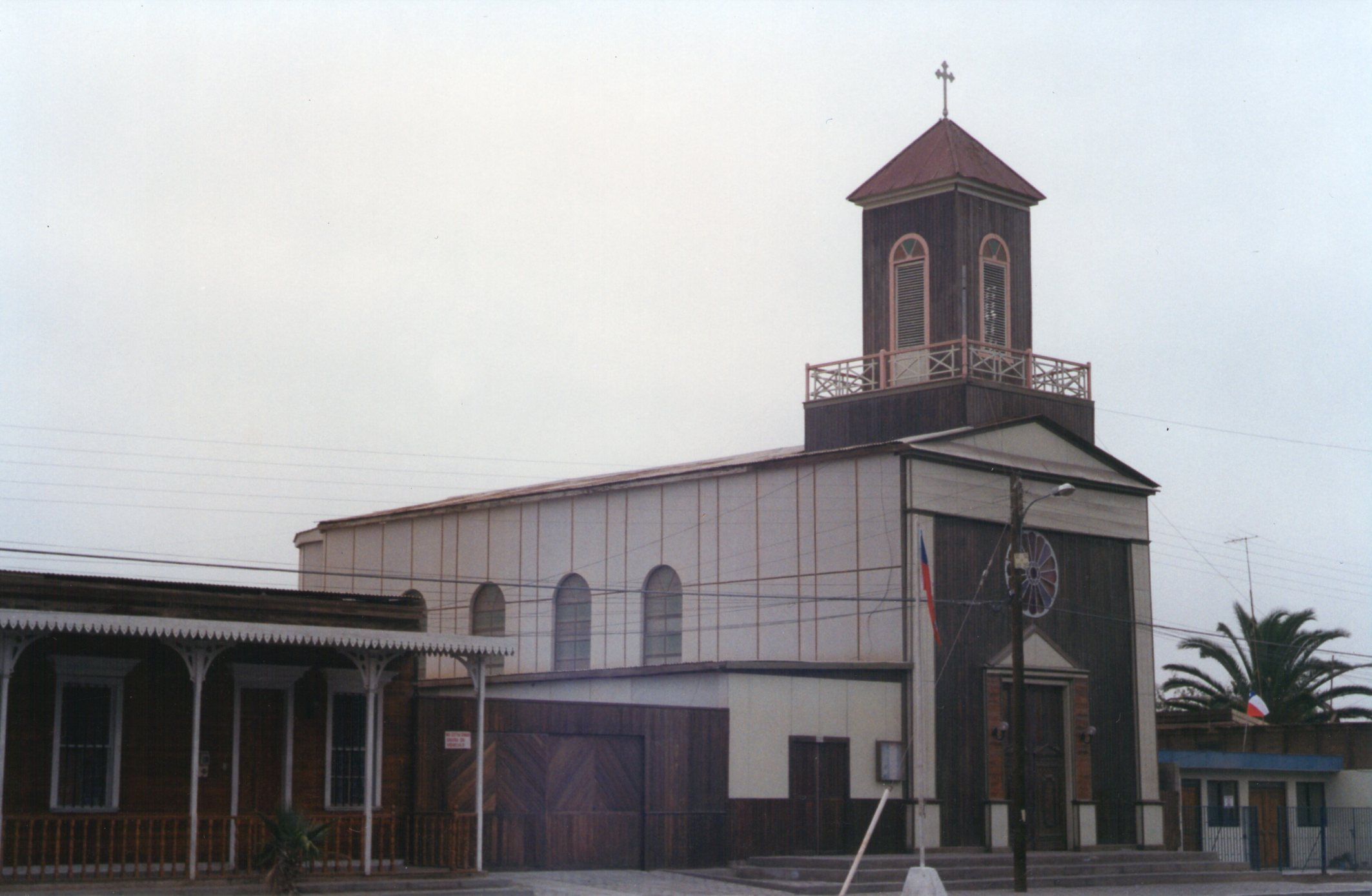
Église de Pozo Almonte

## Géographie
La commune s'étend sur 13 766 km2 dans la pampa du Tamarugal au nord du Chili. 

## Démographie
En 2017, la population s'élevait à 15 711 habitants. 